# Caere
Caere (tudi Caisra in Cisra) je latinsko ime, ki so ga dali Rimljani enemu večjih mest južne Etrurije, današnji Cerveteri, približno 50-60 kilometrov severovzhodno od Rima. Etruščani so ga imenovali Cisra, Grki kot Agylla in Feničani kot Kyšry.
Caere je bila ena najpomembnejših in najstarejših etruščanskih mestnih državic na območju, ki je bilo 15-krat večje od današnjega mesta in le Tarkvinija je bila enaka po moči okrog 600 pr. n. št. Caere je bilo tudi eno od mest Etruščanske zveze.
Mestno morsko pristanišče in spomeniško svetišče Pirgu je bilo pomembno za čezmorsko trgovino.
Danes je območje Cerveterije najbolj znano po etruščanski nekropoli in arheoloških zakladih.

## Zgodovina
Antično mesto je na hribu, približno 7 km od morja, lega, zaradi katere je bilo bogato trgovsko mesto, zaradi pridobivanja železove rude iz rudnikov v hribih Tolfa.  Imelo je tri pomorska pristanišča, med njimi Pyrgi in Punicum. Omejevali sta ga reki Mola in Manganello in bil na nadmorski višini 80 metrov na izdanku kamnitega tufa.
Najzgodnejši dokaz o poselitvi mesta prihaja iz najdb žar na dveh območjih (Cava della Pozzolana in Sorbo) iz 8. in 9. stoletja pr. n. št.. Arheologija je razkrila prisotnost stabilnih zaposlitev na območju z nastanitvami in povezave z etruščanskimi nekropolami.
Sredi 8. stoletja pr. n. št. je postala vse bolj razširjena trgovina med Grki in Etruščani, s standardiziranimi žarami in lončenino, ki se je pogosto pojavljala v grobovih tistega časa. Mesto je postalo glavno etruščansko trgovsko središče v 7. stoletju pred našim štetjem, trgovina pa se je povečala z drugimi grškimi kolonijami v južni Italiji in Siciliji ter s Korintom. Lokalno izdelani izdelki so začeli posnemati uvoženo grško keramiko, še posebej po priseljevanju grških umetnikov v Etrurijo.
Najstarejši primeri bukero keramike prihajajo iz Caeree, zato je mogoče domnevati, da se je ta tipična etruščanska keramika razvila tukaj ali pa vsaj na veliko izdelovala .
V orientaliziranem obdobju od okoli 700 pr. n. št. je zgodnja blaginja mesta dokazana v grobnicah tega obdobja, ki pogosto vsebujejo vzhodni uvoz in bogate zlate najdbe, zlasti v izredno bogati grobnici Regolini-Galassi s številnimi zlatimi darovi. Od 530 do 500 pr. n. št. so v mestu delovali grški umetniki in tam delali za generacijo, ki je proizvajala pobarvane hidrije.
Takratni prebivalci so postajali vse bolj veličastni, z nakitom in drugimi izdelki posebno fine izdelave, ki ponazarjajo nadaljevanje bogastva mesta. Na vrhuncu blaginje v 6. stoletju pr. n. št. so se ljudje iz Caereje (s Kartažani) pojavili kot zmagovalci v spopadih s fokejskimi Grki.
Mesto je imelo med Grki velik ugled zaradi svojih vrednot in občutka za pravičnost, saj se je vzdržalo piratstva . Bilo je edino etruščansko mesto, ki je postavilo svojo zakladnico v Delfih, Agilleijeva zakladnica, namenjena Apolonovi Pitiji. Ker to običajno ni bilo dovoljeno negrkom se zdi, da so legende v zvezi z zgodnjimi grškimi prizadevanji kolonizacije širšega območja Caere in Rima imele pomembno vlogo pri dovoljevanju takega političnega stališča. (Delfi so bili tudi politični in spletkarski center za celotno območje vzhodnega Sredozemlja in Bližnjega vzhoda).
Caere se prvič pokaže v dokumentirani zgodovini leta 540 pr. n. št. v zvezi z bitko pri Alaliji, v kateri so ujetnike v mestu kamenjali do smrti, dejanje, ki je bilo kasneje pripisano kot vzrok za izbruh kuge. V nadomestilo so vsako leto v mestu potekala atletska tekmovanja v čast mrtvih.
Leta 509 pr. n. št., po padcu rimske monarhije, so kralj Tarkvinij Ošabni in njegova najstarejša sinova Tit in Arun odšli v izgnanstvo v Caere. 
Kljub težavam, ki so vplivale na Etrurijo v tem obdobju, je trgovina v 5. stoletju pred našim štetjem ponovno rasla, kar je verjetno posledica še posebej dobrih odnosov z Rimom, tradicionalnim zaveznikom mesta.
Mestu ni bilo prizaneseno s krizo, ki je prizadela velike centre južne Etrurije v drugi polovici 5. stoletja pr. n. št., po porazu na morju v bitki pri Kumi leta 474 pr. n. št. Kljub temu pa je v začetku 4. st. pr. n. št. mogoče zaznati okrevanje, ko so se nadaljevali tesni odnosi z Rimom. Mesto je zaščitilo rimske begunce, vključno z duhovniki in vestalkami po galskih napadih in požaru 390 pr. n. št., in rimska aristokracija se je izobraževala v Caereju. 
Rimski Tabulae Caeritum izvira iz tega časa, v katerem so navedeni državljani Caere, ki so bili rimski državljani in so odgovorni za vojaško službo, ne da bi mogli glasovati. To naj bi bila prva skupnost, ki je prejela ta privilegij.
V 384/383 pr. n. št. je Dion iz Sirakuzj oplenil Pirgi. Podpora je prišla iz Caereja, toda tudi ti so bili premagani. 
V 353 pr. n. št. je mesto Caere, ki je bilo povezano s Tarkvinijo, izgubilo vojno z Rimom in s tem nekaj ozemlja, vključno z obalnim območjem in pristanišči, ki so tako pomembna za trgovino.
Od leta 300 pr. n. št. so prišli pod rimsko vlado. Čeprav natančno zaporedje njihove uklonitve danes ni več mogoče obnoviti, je prišlo do številnih spopadov. Skoraj vsa Etrurija je bila v rimskih rokah okoli leta 295 pred našim štetjem.
Mesto je izgubilo svoje bogastvo in moč v 1. stoletju n. št.

## Starodavna škofija
Sveti Adeodatus je sodeloval kot škof tega škofije na sinodi v Rimu, ki jo je leta 499 sklical Papež Simah, kmalu pred preselitvijo sedeža škofije zaradi malarije iz Caere Vetus (današnjega Cerveterija) v novo naselje Caere Nova (današnji Ceri). Območje škofijske krščanske cerkve je postalo del škofije Porto okoli 11. stoletja. 
Danes je Caere v katoliški cerkvi navedena kot naslovna škofija. 

## Arheološko najdišče
V obdobju 700-300 pr. n. št. so prebivalci zgradili impresivno nekropolo, znano danes kot Banditaccia, ki še ni v celoti izkopana, a je že prinesla Sarkofag zakoncev.
Od leta 2012 vodi arheologijo v mestnem središču, imenovani Vigna Marini, Queen's University, Kingston, Ontario. 